# Първобитна история
„Първобитна история“ е български телевизионен игрален филм от 1983 година по сценарий и режисура на Вергиния Костадинова. Оператор е Димитър Карайорданов. Музиката във филма е композирана от Георги Генков. Филмът е създаден по едноименната новела на Радослав Михайлов.

## Сюжет
В почти обезлюденото село Дълбок Извор се е обесила самотната старица кака Ивана. В селото настъпва смут. Кметът не успява да намери лекаря и старшината Кире, които отговарят за целия район. В присъствието на Трифон, Неделчо и магазинера, той прави опис на имуществото на старицата. Изненадани, мъжете откриват 500 лева. Въпреки че всеки месец е изпращала пенсията на дъщерите си, които от три години не са идвали при нея, кака Ивана е успяла да спести парите. Опитите да се свържат с децата ѝ се оказват неуспешни и селяните решават сами да я погребат. На края на помена идва и старшината, който провежда разследване. Успокоен, че действително става дума за самоубийство, той прибира парите, без да оформи някакви документи, и си тръгва. Селяните раздигат трапезата, заковават прозорците на къщата и се разотиват.

## Състав

### Актьорски състав
| Роля             | Изпълнител       |
| ---------------- | ---------------- |
| кмета            | Никола Тодев     |
| Неделчо          | Теофан Хранов    |
| старшината Кирчо | Георги Русев     |
| Петкана          | Надя Тодорова    |
| магазинера       | Велко Кънев      |
|                  | Ангел Алексиев   |
| селянин          | Иван Гайдарджиев |
|                  | Борислав Иванов  |

### Творчески и технически екип
| Сценарист и режисьор | Вергиния Костадинова |
| Оператор             | Димитър Карайорданов |
| Художник             | Димитър Енев         |
| Музика               | Георги Генков        |